# Arlington (Kentucky)
Arlington – miasto w Stanach Zjednoczonych, w stanie Kentucky, w hrabstwie Carlisle.